# Didactylia exsecta
Didactylia exsecta är en skalbaggsart som beskrevs av Schmidt 1911. Didactylia exsecta ingår i släktet Didactylia och familjen Aphodiidae. Inga underarter finns listade i Catalogue of Life.